# Esqui estilo livre nos Jogos Olímpicos de Inverno de 2006 - Moguls masculino
A competição de moguls masculina de esqui estilo livre nos Jogos Olímpicos de Inverno de 2006 foi disputado no dia 15 de fevereiro.

## Medalhistas
| Ouro   | AUS Dale Begg-Smith |
| Prata  | FIN Mikko Ronkainen |
| Bronze | USA Toby Dawson     |

## Qualificação
| Pos. | Esquiadora              | Pontos |
| ---- | ----------------------- | ------ |
| 1    | AUS Dale Begg-Smith     | 25.40  |
| 2    | USA Travis Cabral       | 24.88  |
| 3    | CAN Marc-Andre Moreau   | 24.69  |
| 4    | USA Jeremy Bloom        | 24.51  |
| 5    | FRA Guilbaut Colas      | 24.33  |
| 6    | USA Toby Dawson         | 24.20  |
| 7    | USA Travis Mayer        | 24.04  |
| 8    | SWE Jesper Bjoernlund   | 23.97  |
| 9    | CAN Chris Wong          | 23.89  |
| 10   | FIN Janne Lahtela       | 23.77  |
| 11   | CAN Alexandre Bilodeau  | 23.75  |
| 12   | GER Christoph Stark     | 23.65  |
| 13   | FIN Mikko Ronkainen     | 23.38  |
| 14   | FRA Pierre Ochs         | 23.19  |
| 15   | JPN Osamu Ueno          | 23.03  |
| 16   | AUS Nick Fisher         | 22.89  |
| 17   | SWE Fredrik Fortkord    | 22.87  |
| 18   | ITA Walter Bormolini    | 22.87  |
| 19   | FIN Juuso Lahtela       | 22.31  |
| 20   | RUS Alexandr Smyshlyaev | 22.18  |
| 21   | ITA Simone Galli        | 21.98  |
| 22   | FIN Sami Mustonen       | 21.57  |
| 23   | SWE Per Spett           | 21.53  |
| 24   | AUS Michael Robertson   | 21.52  |
| 25   | RUS Artem Valinteev     | 21.51  |
| 26   | FRA Silvan Palazot      | 21.29  |
| 27   | RUS Ruslan Sharifullin  | 21.24  |
| 28   | GER Gerhard Bloechl     | 21.16  |
| 29   | AUS Jason Begg-Smith    | 20.22  |
| 30   | JPN Kai Ozaki           | 19.70  |
| 31   | ITA Claudio Bosia       | 19.62  |
| 32   | JPN Yugo Tsukita        | 19.13  |
| 33   | KAZ Dmitriy Reiherd     | 18.33  |
| 34   | ITA Mattia Pegorari     | 16.25  |
| 35   | RUS Vitaly Glushchenko  | 12.75  |

## Final
| Pos. | Esquiadora              | Pontos |
| ---- | ----------------------- | ------ |
|      | AUS Dale Begg-Smith     | 26.77  |
|      | FIN Mikko Ronkainen     | 26.62  |
|      | USA Toby Dawson         | 26.30  |
| 4    | CAN Marc-Andre Moreau   | 25.62  |
| 5    | SWE Jesper Bjoernlund   | 25.21  |
| 6    | USA Jeremy Bloom        | 25.17  |
| 7    | USA Travis Mayer        | 24.91  |
| 8    | FIN Juuso Lahtela       | 24.42  |
| 9    | USA Travis Cabral       | 24.38  |
| 10   | FRA Guilbaut Colas      | 23.60  |
| 11   | CAN Alexandre Bilodeau  | 23.42  |
| 12   | AUS Nick Fisher         | 23.39  |
| 13   | RUS Alexandr Smyshlyaev | 23.22  |
| 14   | CAN Chris Wong          | 22.88  |
| 15   | GER Christoph Stark     | 22.84  |
| 16   | FIN Janne Lahtela       | 22.65  |
| 17   | FRA Pierre Ochs         | 21.37  |
| 18   | ITA Walter Bormolini    | 21.36  |
| 19   | SWE Fredrik Fortkord    | 20.58  |
| 20   | JPN Osamu Ueno          | 19.54  |

Legenda
| Recorde mundial      | Recorde mundial (World record)               |                       | Recorde africano                      | Recorde africano (African) |                                           | Q | Classificado por posição (Qualified) |
| Recorde olímpico     | Recorde olímpico (Olympic record)            | Recorde da América    | Recorde da América (Americas)         | q                          | Classificado por melhor tempo (Qualified) |   |                                      |
| Melhor marca do ano  | Melhor marca do ano (World leading)          | Recorde asiático      | Recorde asiático (Asian)              | DNS                        | Não largou (Did not start)                |   |                                      |
| Recorde nacional     | Recorde nacional (National record)           | Recorde europeu       | Recorde europeu (European)            | DNF                        | Não terminou (Did not finish)             |   |                                      |
| Recorde pessoal      | Recorde pessoal do atleta (Personal best)    | Recorde da Oceania    | Recorde da Oceania (Oceania)          | DSQ / DQ                   | Desclassificado (Disqualified)            |   |                                      |
| Recorde da temporada | Recorde da temporada do atleta (Season best) | Recorde sul-americano | Recorde sul-americano (South America) | NM                         | Sem marca (No mark)                       |   |                                      |